# Silvestre Antonio Guzmán Fernández

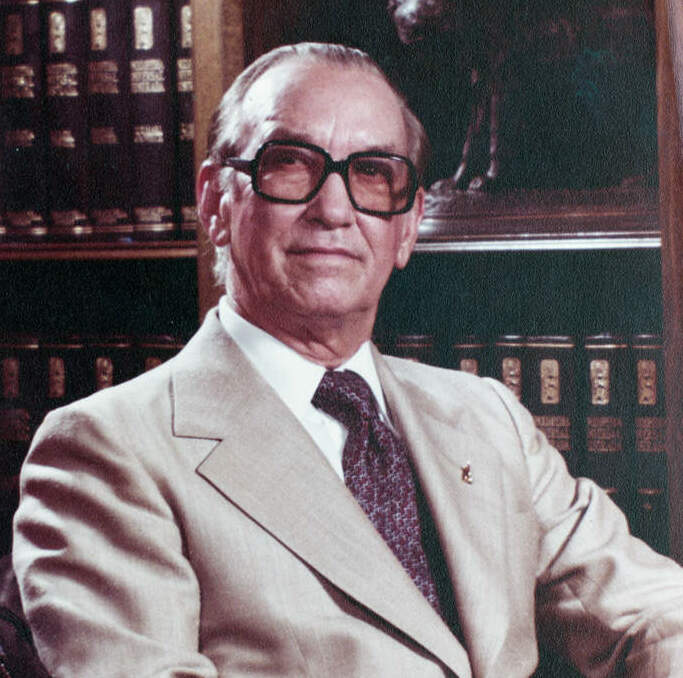

Silvestre Antonio Guzmán Fernández (La Vega, 12 februari 1911 - Santo Domingo, 4 juli 1982) was een Dominicaans agronoom, ondernemer en politicus. In de periode 1978-1982 was hij de 46ste president van de Dominicaanse Republiek. 43 dagen voor het einde van zijn ambtstermijn pleegde Guzmán zelfmoord.

## Zijn vroege leven en zakenleven
Silvestre Antonio Guzmán Fernández werd geboren op 12 februari 1911 in La Vega. Hij was de zoon van Sylvestre en Jimena Guzmán Fernández de Castro.
In zijn geboortestad voltooide hij zijn basis- en voortgezet onderwijs en een handelsopleiding. Later volgde zelfstudie en praktijkervaring op het gebied van de agronomie in Florida en Californië in de Verenigde Staten.
Door zijn verantwoordelijkheidsgevoel en integriteit werd hij, op de 17-jarige leeftijd, opgenomen in het bestuur van de "Curaçao Trading Company" in de stad Salcedo, waarvoor hij functies uitoefende in de vestigingen van Moca, La Vega, Barahona, San Francisco de Macorís en Santiago.
Hij trouwde in 1939 met Renée Klang de Guzmán en werd vader van drie kinderen.
Op 31-jarige leeftijd was hij een welvarend handelaar geworden die zich bezighield met de export van fruit. Daarnaast was hij een van de pioniers op het gebied de productie van rijst op grote schaal in de noordwestelijk deel van de Dominicaanse Republiek.
Op 37-jarige leeftijd werd hij industrieel ondernemer met de oprichting van Productos Dominicano C. por A., een groep met verschillende rijstproducenten en bedrijven die koffie en cacao exporteren.

## Politieke carrière
De Constitutionele Regering van 1963 benoemde hem tot staatssecretaris van Landbouw, als erkenning voor zijn verdiensten in de Dominicaanse Revolutionaire Partij (PRD), in 1961. Hiermee begon zijn werk in de Dominicaanse politiek.
In 1964, na de omverwerping van Juan Bosch op 25 september 1963, formeerde hij een deel van de twee belangrijkste organen van de PRD: het Nationaal Uitvoerend Comité en de Politiek Commissie.
Zijn inbreng kreeg een enorme erkenning in het jaar 1965, in wat genoemd werd "De formule Guzman", waarin middelen stonden beschreven om een einde te maken aan de vijandigheden na de revolutie van april 1965, wat leidde tot vrije verkiezingen. Hij werd gevraagd als voorlopig voorzitter van de Republiek, wat hij heeft afgewezen. Hij heeft wel deelgenomen aan de Comisión Mediadora met als hoogtepunt de inhuldiging van Hector Garcia Godoy als voorlopig president.
Sindsdien zijn politieke activiteiten de belangrijkste bezigheden van zijn leven.
In 1974 nomineerde een coalitie van oppositiepartijen, genoemd "Acuerdo de Santiago", hem als presidentskandidaat voor de verkiezingen van dat jaar. Echter, de politieke omstandigheden, de verdenking van fraude en onwetendheid over de resultaten door toedoen van de toenmalige president Joaquín Balaguer, leidde tot de intrekking van de coalitie voor de verkiezingen.

## Presidentschap
In 1977 koos de PRD hem als kandidaat voor het voorzitterschap, met als resultaat een grote overwinning bij de verkiezingen van mei 1978.
Met sterke steun van de ambassade van de Verenigde Staten, de werkgevers die zagen dat de steun aan de regering Balaguer onhoudbaar was, en met een meerderheid van stemmen van de Dominicaanse bevolking, had Guzman de steun en voldoende legitimiteit om het ambt op 16 augustus 1978 te aanvaarden. Hij werkte aan veranderingen in de bureaucratisch militaire orde, tegen corruptie die kenmerkend was voor de vorige regeringen, ging door met de ordening van de Dominicaanse staat en het verwijderen van ondemocratische militaire overnames, door ontbering van een democratische proces, tijdens vorige verkiezingen.
Hij begon ook met een proces van "depolitisering" van de krijgsmacht en de Nationale Politie, die door Balaguer was omgebouwd tot instrumenten van onderdrukking, machtsstrijd, criminele intimidatie en politiek, gebaseerd op een gehechtheid aan president Balaguer en Partido Reformista.

## Belangrijke presidentiële actie
Nadat hij 60 dagen aan de macht was, stelde hij een amnestiewet in en gaf de vrijheid aan honderden politieke gevangenen die door Balaguers repressiemechanisme waren vastgezet. Hierdoor keerden tientallen politieke ballingen uit het vorige regime terug.
Hij schrapte een reeks administratieve maatregelen die het genot van de individuele vrijheden aantastten, wat leidde tot de ontwikkeling van een democratisch klimaat in het land.
Een toespraak op 22 januari 1979 beschreef zijn economische beleid, dat gericht was op prikkels voor de ontwikkeling van de landbouw en agribusiness als de belangrijkste bron van werkgelegenheid op het platteland, bescherming voor kleine en middelgrote industrie, het beperken van luxe invoer, nieuwe stimuleringsmaatregelen voor de export, en de uitbreiding van de elektriciteitsproductie.

## Dood
Zondagochtend 4 juli 1982, overweldigd door ernstige aanwijzingen van corruptie, pleegde hij zelfmoord in het Nationaal Paleis.
- International Standard Name Identifier: 0000 0000 2639 2015
- Library of Congress Control Number: n83162573
- Virtual International Authority File: 21060472
- WorldCat: E39PBJjRRqrpky9wWf768PBgKd